# دهستان بهمئی گرمسیری جنوبی
دهستان بهمئی گرمسیری جنوبی، یکی از دهستان‌های بخش مرکزی شهرستان بهمئی در استان کهگیلویه و بویراحمد ایران است.

## جمعیت
براساس سرشماری عمومی نفوس و مسکن در سال ۱۳۹۵، جمعیت دهستان بهمئی گرمسیری جنوبی برابر با ۷،۰۸۳ نفر بوده‌است.